# Pterostylis subtilis
Pterostylis subtilis är en orkidéart som beskrevs av David Lloyd Jones. Pterostylis subtilis ingår i släktet Pterostylis och familjen orkidéer.
Artens utbredningsområde är New South Wales. Inga underarter finns listade i Catalogue of Life.